# Les Tigres Volants à la rescousse !
Les Tigres Volants à la rescousse ! est la vingt-septième histoire de la série Les Aventures de Buck Danny de Jean-Michel Charlier et Victor Hubinon. Elle est publiée pour la première fois dans le journal Spirou du no 1183 au no 1209. Puis est publiée sous forme d'album en 1962. C'est le deuxième volet de la trilogie des aventures au Vien-Tan, commencée avec Le Retour des Tigres Volants.

## Résumé
Nous sommes au Vien-Tan, petit royaume au nord du Laos régi par le roi Nuoc-Raheng. Son neveu, le prince Prahabang, s’est révolté, a fomenté un coup d'État ce qui a déchaîné une atroce guerre civile. Mais ce prince n’est qu’un fantoche manœuvré par des financiers internationaux sans scrupules qui espèrent faire main basse sur les gisements de « styrium » du pays.
Par l'entremise de ses manipulateurs, le prince rebelle dispose d’une escadre de jets modernes dont les pilotes sont commandés par l’insaisissable et acharnée Lady X. Les États-Unis ne peuvent se permettre d'intervenir officiellement pour aider le roi menacé, mais ont ressuscité (réactivé) dans ce but l’escadrille (de droit privé) des Tigres Volants, détachée pour la circonstance du porte-avions USS Saratoga.
La lutte s'annonce impitoyable, l'escadrille est attaquée dès son arrivée sur le terrain de Nuong-Loc. Il s'ensuit plusieurs échauffourées dans lesquelles les deux groupes antagonistes perdent peu à peu des avions au combat. Durant la dernière attaque Sonny et le sergent Stirling parviennent à eux deux à préserver l'essentiel de la base, Stirling sauvant du même coup la vie à Sonny.
 Voulant aider en retour le sergent Stirling à retrouver sa femme et son fils qui vivent dans le pays, Tuckson utilise un avion léger de reconnaissance de l'escadrille. Mais c'est un piège dans lequel sont tombés les deux pilotes, qui sont pris en otage et portés disparus.

## Contexte historique
La bande dessinée évoque la situation du Cambodge au début des années 1960.

## Personnages
- Pilotes et famille

Outre les acteurs habituels de la série (Buck Danny, Jerry Tumbler, Sonny Tuckson, Slim Holden), un personnage nouveau fait son apparition dans ce récit : David "Dave" Stirling, jeune pilote de l'aéronautique navale américaine. Initialement, il porte les insignes de grade d'un officier de marine (enseigne de vaisseau) ; sans toutefois qu'il soit formellement désigné sous cette appellation.
Mais à la toute fin du récit (planche T.R.44B, case D2), alors qu'il semblait parfaitement assimilé aux officiers du groupe des pilotes, il est qualifié (par Buck Danny) de sous-officier (sergent (en)).
L'intervention de Stirling provoque en outre l'entrée en lice de sa jeune épouse (Lilian), de leur tout jeune fils (Teddy) et du père de Lilian, Louis Fuller, un civil exploitant une plantation à Phatet-Malang, au nord du Vien-Tân, dans un secteur contrôlé par les rebelles.
- À bord du porte-avions

Outre l'amiral, déjà présent lors de l'épisode précédent, intervient brièvement un capitaine de vaisseau.
Demeurant anonyme, il est probable que cet officier - dont la fonction n'est pas décrite - soit, comme celui de l'épisode précédent le commandant du Saratoga.
- Autorités locales
  - Roi du Vien-Tân : Nuoc-Raheng (nommé Sidong-Sihanoukh dans l'épisode précédent)
  - Général Linh-Phu-Doc, commandant la base de Nuong-Loc d'où opèrent les Tigres Volants.
Aussi prétentieux qu'incompétent et couard ; revendique le titre d'Excellence.

- Adversaires
  - Prince Prahabang, neveu du roi Nuoc-Raheng
  - Lady X, espionne internationale, renégate à sa patrie, mais redoutable pilote d'avion de combat.
  - Thi-Bâ : agent local vientanais, initialement au service de Dave Stirling, pour retrouver sa famille ; mais retourné contre lui après avoir été arrêté par les rebelles, puis renvoyé afin de monter un piège contre les Yankees.

## Avions mis en scène
- Douglas A4D-2 Skyhawk ; bien que disposant de canons (2 de 20mm) le Skyhawk n’avait pas été conçu pour le combat air-air ; de ce fait quand, dans cet album, des A4D abattent des chasseurs ennemis c’est une performance d’autant plus remarquable que certains des avions descendus le sont par des roquettes air-sol[13]. Dans la réalité, durant toute la guerre du Vietnam, un seul et unique chasseur (Mig-17) a été descendu par un A-4 Skyhawk.
- Fiat G.91 : nulle part désigné ainsi dans l'album, cet appareil est d'abord présenté comme italien et/ou suédois ; puis son pays de fabrication est finalement précisé comme italien à la planche T.R.17A (case A1).
- Sikorsky H-19
- Cessna 172 "Fastback" (version d'origine, sans vitre arrière, et avec plan vertical "carré").

## Bateaux
- Saratoga ; dès l'ouverture de l'épisode, le porte-avions est rejoint par une escorte, invisible lors de l'épisode précédent, probablement en provenance d'Hawaï ; la  division des destroyers est constituée des :
- USS Shelton (DD-790)
- USS Jarvis (DD-799) ; en réalité désarmé puis transféré à l'Espagne en novembre 1960, soit concomitamment avec le début de parution de l'épisode
- USS Seaman (DD-791) ; en réalité jamais mis en service ; le bâtiment est figuré deux fois : planche T.R.1A, case A/B ; planche T.R.5A, case A1

## Publication

### Revues
Planches parues deux par deux dans l'hebdomadaire Spirou, du 15/12/1960 au 15/06/1961.